# Dreieck Leonberg
Dreieck Leonberg is een knooppunt in de Duitse deelstaat Baden-Württemberg.
Op dit knooppunt sluit de A81 Dreieck Würzburg-West-Gottmadingen aan op de A8 Dreieck Karlsruhe-München.

## Geografie
Het knooppunt ligt in de stad Leonberg in het Landkreis Böblingen.
Nabigelegen stadsdelen zijn Eltingen en Gerlingen
Nabijgelegen steden zijn Renningen en Magstadt.
Het knooppunt ligt ongeveer 15 km ten zuidwesten van Stuttgart, ongeveer 50 km ten oosten van Karlsruhe en ongeveer 11 km ten noorden van Sindelfingen.

## Geschiedenis
Het oorspronkelijke knooppunt werd in 1936 gebouwd als een trompetknooppunt, hoewel men in de jaren 70 van de 20e eeuw al plannen had om de A81 naar het zuiden te verlengen tot bij Gärtringen. Hier is bij Gärtringen nog steeds het onvolledige knooppunt in gebruik waar destijds de 14 de A81 moest kruisen. Deze plannen werden om ecologische redenen nooit uitgevoerd.
De oude vorm bleef gehandhaafd tot het knooppunt tussen 1988 en 1992 werd omgebouwd naar zijn huidige vorm.

## Configuratie
Rijstrook
Nabij het knooppunt heeft de A8 2x4 rijstroken en de A81 2+3x2+3 rijstroken.
In het knooppunt heeft de A8 een 2+2x2+2 hoofd- parallelrijbaan structuur.
Alle verbindingswegen hebben 2 rijstroken.
Knooppunt
Het is een half-sterknooppunt.

## Trivia
Op de A8 vormt het knooppunt een gecombineerde afrit met de afrit Leonberg-Ost.

## Verkeersintnsiteiten
Dagelijks passeren ongeveer 220.000 voertuigen het knooppunt, daarmee behoort het tot de drukste knooppunten in Baden-Württemberg.
| Van                           | Naar                         | Gemiddeld aantal voertuigen per dag | Percentage vrachtverkeer |
| ----------------------------- | ---------------------------- | ----------------------------------- | ------------------------ |
| AS Leonberg-West (A 8)        | AD Leonberg                  | 84.700                              | 15,3 %                   |
| AD Leonberg                   | AS Leonberg-Ost (A 8 / A 81) | 147.600                             | 12,6 %                   |
| AS Stuttgart-Feuerbach (A 81) | AD Leonberg                  | 95.600                              | 14,8 %                   |

## Richtingen knooppunt
| Aansluitende wegen                       | Aansluitende wegen | Aansluitende wegen | Aansluitende wegen | Aansluitende wegen                                                                |
| ---------------------------------------- | ------------------ | ------------------ | ------------------ | --------------------------------------------------------------------------------- |
| richting Leonberg-West Karlsruhe / Bazel |                    |                    |                    | richting Stuttgart-Feuerbach / Heilbronn Mannheim / Würzburg                      |
|                                          |                    |                    |                    |                                                                                   |
|                                          |                    |                    |                    |                                                                                   |
|                                          |                    |                    |                    |                                                                                   |
|                                          |                    |                    |                    | richting Leonberg-Ost Stuttgart / München Luchthaven Stuttgart / Messe A81 Singen |